# Bidenichthys
Bidenichthys är ett släkte av fiskar. Bidenichthys ingår i familjen Bythitidae.
Kladogram enligt Catalogue of Life:
| Bidenichthys | \| \| Bidenichthys beeblebroxi \| \| \| \| \| \| Bidenichthys capensis \| \| \| \| \| \| Bidenichthys consobrinus \| \| \| \| |
|              | \| \| Bidenichthys beeblebroxi \| \| \| \| \| \| Bidenichthys capensis \| \| \| \| \| \| Bidenichthys consobrinus \| \| \| \| |
|              | Bidenichthys beeblebroxi |
|              | |
|              | Bidenichthys capensis |
|              | |
|              | Bidenichthys consobrinus |
|              | |